# 아루샤 국립공원

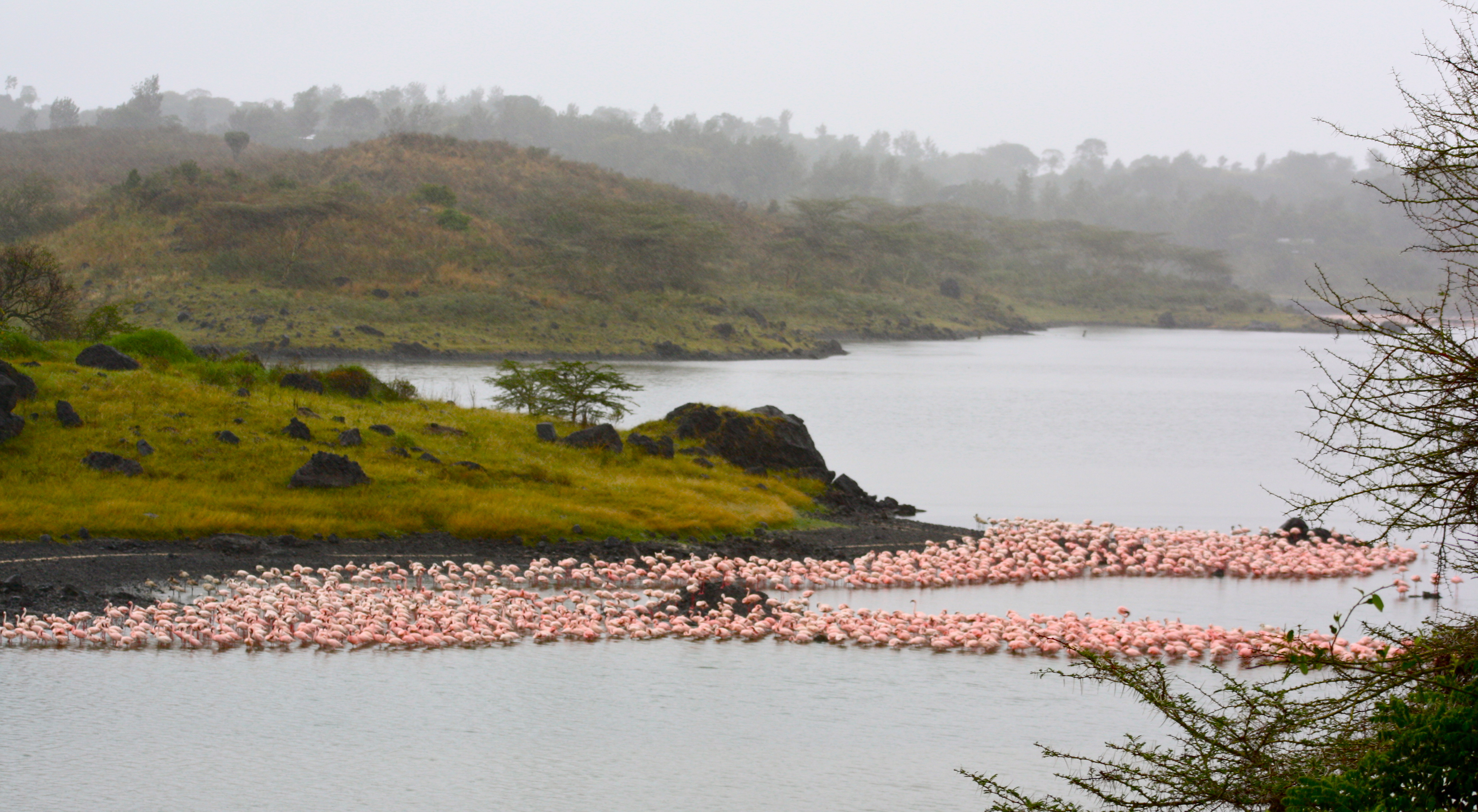

아루샤 국립공원(Arusha National Park)은 탄자니아 북동부의 아루샤주 지역에 있는 해발 4,566m의 유명한 화산인 메루산을 덮고 있다. 공원은 작지만 세 가지 지역의 아름다운 풍경으로 다양하다. 서쪽에는 메루 분화구가 제쿠쿠미아 강으로 흘러 들어간다. 메루 산의 정상은 그 가장자리에 있다. 남동쪽의 응구르도토 분화구는 초원이다. 북동쪽에 있는 얕은 알칼리성 모멜라호는 다양한 조류 색상을 가지며 섭금류로 유명하다.
메루산은 킬리만자로산에 이어 탄자니아에서 두 번째로 높은 봉우리로, 단 60km 떨어져 있으며 공원 동쪽 전망의 배경이 된다. 아루샤 국립공원은 서쪽의 세렝게티와 응고롱고로 분화구에서 동쪽의 킬리만자로 국립공원까지 이어지는 아프리카에서 가장 유명한 국립공원의 300km 축에 위치해 있다.
공원은 아루샤에서 북동쪽으로 불과 몇 킬로미터 떨어져 있지만 정문은 도시에서 동쪽으로 25km 떨어져 있다. 모시 (도시)(Moshi)는 58km, 킬리만자로 국제공항(KIA)은 35km 떨어져 있다.